# Verebics Katalin
Verebics Katalin (Enying, 1980. október 30.–) magyar festő. Verebics Ágnes festőnő nővére.

## Életpályája

### Tanulmányai
- 1999-2005 – Magyar Képzőművészeti Egyetem, grafika, később festő szak (mestere: Klimó Károly)
- 1995-1999 – Tóparti Gimnázium és Művészeti Szakközépiskola, Székesfehérvár

## Kiállításai
Csoportos és egyéni kiállítások:
- 2018 Godot Galéria Egyéni kiállítás

Peace Csoportos kiállítás Bécs
Liwaf Nemzetközi Festészeti Szimpózium Luxor
100artists NoutArt Gallery Kairo
- 2017 Reök Palota Szeged MAOE kiállítás

Átrium Galéria Budapest /M.Abouelnagaval/
Műteremből jöttek Szentendre
- 2016 Transzplantációs Alapítvány aukciós kiállítás A38 hajó Budapest

Ari Kupsus Galéria egyéni kiállítás Budapest
- 2015 Nemes Nagy Ágnes Kollégium egyéni kiállítás Székesfehérvár

Nemzetközi Mini Art Katara Doha
Al asmakh Szimpózium kiállítás Doha
- 2014 Latarka Galéria Lengyel Intézet Budapest

Léna&Roselly galéria egyéni kiállítás Budapest
Atelier de Werkloer Utrecht
Liwa Art Hub UAE
- 2013 MOYA Museum Bécs

Art Hub Abu Dhabi UAE
Latarka Galéria Lengyel intézet Budapest
- 2012 Lena&Roselli Galéria/ Verebics Ágnessel Budapest

Kaleidoszkop Ház egyéni kiállítás Esztergom
Erlin Galéria egyéni kiállítás Budapest
- 2011 N&N Galéria Budapest

Kárászy Szalon Budapest
Magyar Akadémia Berlin
- 2010 Magyar Akadémia, Róma

Kogart Kortárs Galéria Budapest
Holdudvar Galéria Budapest
- 2009 – Octogonart Galéria Budapest

Hitelgarantiqa zrt. Budapest
Artfair Budapest
- 2008 – OctogonArt Galéria Budapest

Kogart Re:Friss Budapest
Holdudvar Galéria Budapest
- 2007 – Erlin Galéria

Boulevard&Brezsnyev Galéria /Verebics Ágival/
Inda Galéria, Budapest
- 2006 – MissionArt Galéria Budapest

MissionArt Galéria Miskolc
Európafríz: Róma
- 2005 – Mucius Kortárs Galéria, Budapest

Európafríz, Berlin
Friss Európa, Kogart Ház, Budapest
Neofoton, Szentendre
Erlin Galéria, Budapest
Barcsai Terem, Budapest
- 2004 – Energia és ellenérték, Szentendre
- 2003 – Újlipótvárosi Klub Galéria /Verebics Ágival/ Budapest

Chiesa S. Marta, Ivrea, Olaszország
Benczúr Klub, Budapest
- 2002 – Rádai Galéria, Budapest

## Díjak
- Kogart-díj, 2009
- Gundel művészeti díj, 2007